# Michael Buback
Michael Buback (16 de febrero de 1945) es un químico y profesor de la Universidad de Göttingen. Él es el hijo de Siegfried Buback, el exjefe fiscal federal de Alemania que fue asesinado por la Fracción del Ejército Rojo (RAF), grupo terrorista alemán en el otoño de 1977

## Biografía
Buback nació en cerca de Altenburg Nobitz, Turingia y debido a su carrera jurídica padres asisten a la escuela en cinco diferentes pueblos y ciudades antes de tener su examen de Abitur escuela de Karlsruhe. En 1963 comenzó a estudiar Química en la Universidad de Karlsruhe y terminó con honores en 1967. En 1981 obtuvo una cátedra para su aplicación en química física en la Universidad de Göttingen, donde fue elegido Decano de la Facultad de 1989 a 1991. Buback Michael ha sido un miembro de la Academia de Ciencias de Gotinga desde 2000.
Está casado y tiene dos hijos.
- Datos: Q89978